# Tetela-Dolchmesser
Das Tetela-Dolchmesser ist eine Dolch bzw. Messer aus der Demokratischen Republik Kongo.

## Beschreibung
Das Messer hat eine symmetrische, zweischneidige Klinge. Dabei weist die Klinge seitliche spitze Ausbuchtungen. Teilweise ist ein kleines Parierstück vorhanden. Das Material der Klinge ist entweder Eisen oder Kupfer, gelegentlich ist eine Hälfte eines Kupfermessers teilgeschwärzt.
Das Griffstück besteht aus Holz und kann durch umwickelten Kupferdraht verziert sein. Der Knauf ist ebenfalls aus Holz und ist in verschiedenen Varianten ausgeführt. So gibt es Exemplare mit einer Tülle aus Metall (Kupfer oder Messing), die als spitzer Dorn gearbeitet ist und auch Exemplare ohne diesen Dorn. Bei einigen Versionen ist stattdessen ein Ring oder eine Schlaufe ausgearbeitet.
Die Scheide besteht im Allgemeinen aus zwei Holzblättern, die mit Leder umnäht sind.

## Verbreitung
Das Messer wird von den Ethnien östlich des Bantuvolks der Kuba im Zaire-Becken der Demokratischen Republik Kongo verwendet: von den Tetela (Sungu), den Kusu und den Mpama. Museumssammlungen zeigen vorwiegend Exemplare vor dem 20. Jahrhundert.